# Edgar Schein
Edgar H. Schein (ur. 5 marca 1928 w Zurychu, zm. 26 stycznia 2023 w Palo Alto) – amerykański psycholog, specjalizujący się w psychologii społecznej. 

## Życiorys
Od 1956 roku do emerytury pracował na Massachusetts Institute of Technology. Współpracował m.in. z Douglasem McGregorem, Warrenem Bennisem, Chrisem Argyrisem i Charlesem Handym.
Był badaczem kultury organizacyjnej. Wywarł istotny wpływ na współczesne koncepcje zarządzania, wprowadzając do języka zarządzania takie pojęcia jak: doradztwo procesowe, kotwica kariery, umowa psychologiczna. Był jednym z pierwszych badaczy, który podkreślał, że doradztwo ma charakter procesu, a więc wymagaja od konsultanta faktycznego poznania działań firmy i jej kultury, a nie tylko formułowania abstrakcyjnych zaleceń.
Autor wielu książek i publikacji, m.in. Process Consulting (1969), Process Consultation Revisited (1999), In Career Anchors (2006), Helping (2009), Corporate Culture Survival Guide 2009), Organizational Culture and Leadership (2010).